# Princ George z Walesu
Princ George z Walesu (česky Jiří Alexandr Ludvík, anglicky George Alexander Louis; * 22. července 2013 Londýn) je člen britské královské rodiny. Je nejstarším dítětem Williama, prince z Walesu a jeho manželky Catherine. George je nejstarším vnukem krále Karla III. a druhým v linii následnictví britského trůnu po svém otci, takže je pravděpodobné, že bude dalším zjevným dědicem.
Narodil se v nemocnici St Mary's Hospital v Londýně za vlády své prababičky královny Alžběty II. Jeho narození bylo široce oslavováno napříč Commonwealth realm díky očekávání, že se jednoho dne stane králem.

## Narození a křest

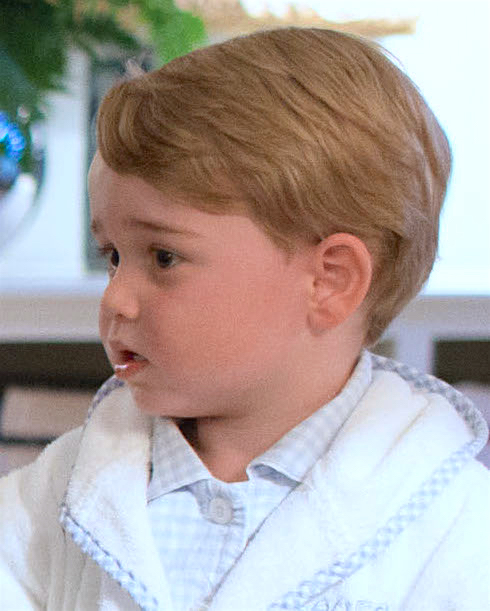
Princ George

St James's Palace oznámil veřejnosti těhotenství vévodkyně z Cambridge 3. prosince 2012, tedy dříve, než je obvyklé, protože tou dobou byla vévodkyně přijata do nemocnice kvůli velmi silné těhotenské nevolnosti (Hyperemesis gravidarum).
Georgeův otec, princ z Walesu, je starší syn Karla III., který je nejstarším synem bývalé královny Alžběty II., což v době narození umístilo prince George na třetí místo v řadě následnictví na britský trůn. Během těhotenství jeho matky, se objevily spekulace, že porod posílí britské národní hospodářství a národní hrdost. Královská mincovna, Královská kanadská mincovna a Královská australská mincovna vydaly pamětní mince; bylo to vůbec poprvé, kdy byl takto oslaven královský porod.
V počátcích porodu ráno 22. července 2013 byla vévodkyně přijata do Lindova křídla St Mary's Hospital v Londýně, tedy do stejné nemocnice, kde princezna Diana porodila prince Williama i jeho bratra prince Harryho. Princ se narodil v 16:24 britského letního času a vážil 3,8 kg. Princ William byl přítomen u porodu.
Novorozenec byl široce oslavován jako budoucí král. Dne 24. července bylo oznámeno jeho jméno, George Alexander Louis.

Narozením prince nastalo poprvé od úmrtí královny Viktorie v roce 1901, že jsou naživu vládnoucí monarcha a tři generace přímých následníků trůnu.
Princ George byl pokřtěn Justinem Welbym, arcibiskupem z Canterbury, v královské kapli v St James's Palace dne 23. října 2013. Jeho kmotry byli Oliver Baker, Emilie Jardine-Paterson, hrabě Grosvenor, Jamie Lowther-Pinkerton, Julia Samuel, William van Cutsem a Zara Tindall. Křtitelnice použitá při obřadu byla vyrobena pro první dítě královny Viktorie a voda byla odebrána z řeky Jordán. Královská mincovna vydala soubor pamětních mincí k oslavě křtu, první mince k oslavě královského křtu v Británii.

## Vzdělávání
V lednu 2016 zahájil George vzdělávání v mateřské škole Westacre Montessori poblíž rodinného domu v Anmer Hall v Norfolku. Dne 7. září 2017 zahájil vzdělávání na základní škole Thomas's School v Battersea. Ve škole byl známý jako George Cambridge. George a jeho sourozenci začali v září 2022 navštěvovat nezávislou přípravnou školu s názvem Lambrook.

## Tituly a oslovení
- 22. července 2013 –⁠ 8. září 2022: Jeho královská Výsost princ George z Cambridge
- 8. září 2022 – 9. září 2022: Jeho královská Výsost princ George z Cornwallu a Cambridge
- od 9. září 2022: Jeho královská Výsost princ George z Walesu[27]

V prosinci 1917 vyhradil král Jiří V. titul „královská Výsost" spolu s titulem „princ/princezna“ jen pro děti panovníka, děti panovníkových synů a pro nejstaršího syna prince z Walesu. Nejstaršímu synovi prince Williama, by tak tyto tituly náležely, ale všechny jeho další děti by měly nárok pouze na titul „Lord/Lady“. Královna Alžběta II. ale toto nařízení 31. prosince 2012 upravila a garantovala tyto tituly všem dětem nejstaršího syna prince z Walesu. Princ George tak měl zajištěn nárok na stejné tituly, i kdyby se narodil jako děvče.
Princ George je druhým v následnictví trůnu 15 zemí známých jako Commonwealth Realms, což jsou: Spojené království, Antigua a Barbuda, Austrálie, Bahamy, Belize, Grenada, Jamajka, Kanada, Nový Zéland, Papua Nová Guinea, Svatá Lucie, Svatý Kryštof a Nevis, Svatý Vincenc a Grenadiny, Šalomounovy ostrovy a Tuvalu. Před ním je pouze jeho otec.